# Isola di Megi-jima
L'isola di Megijima (女木島?) è un'isola giapponese, situata nel mare interno di Seto. 

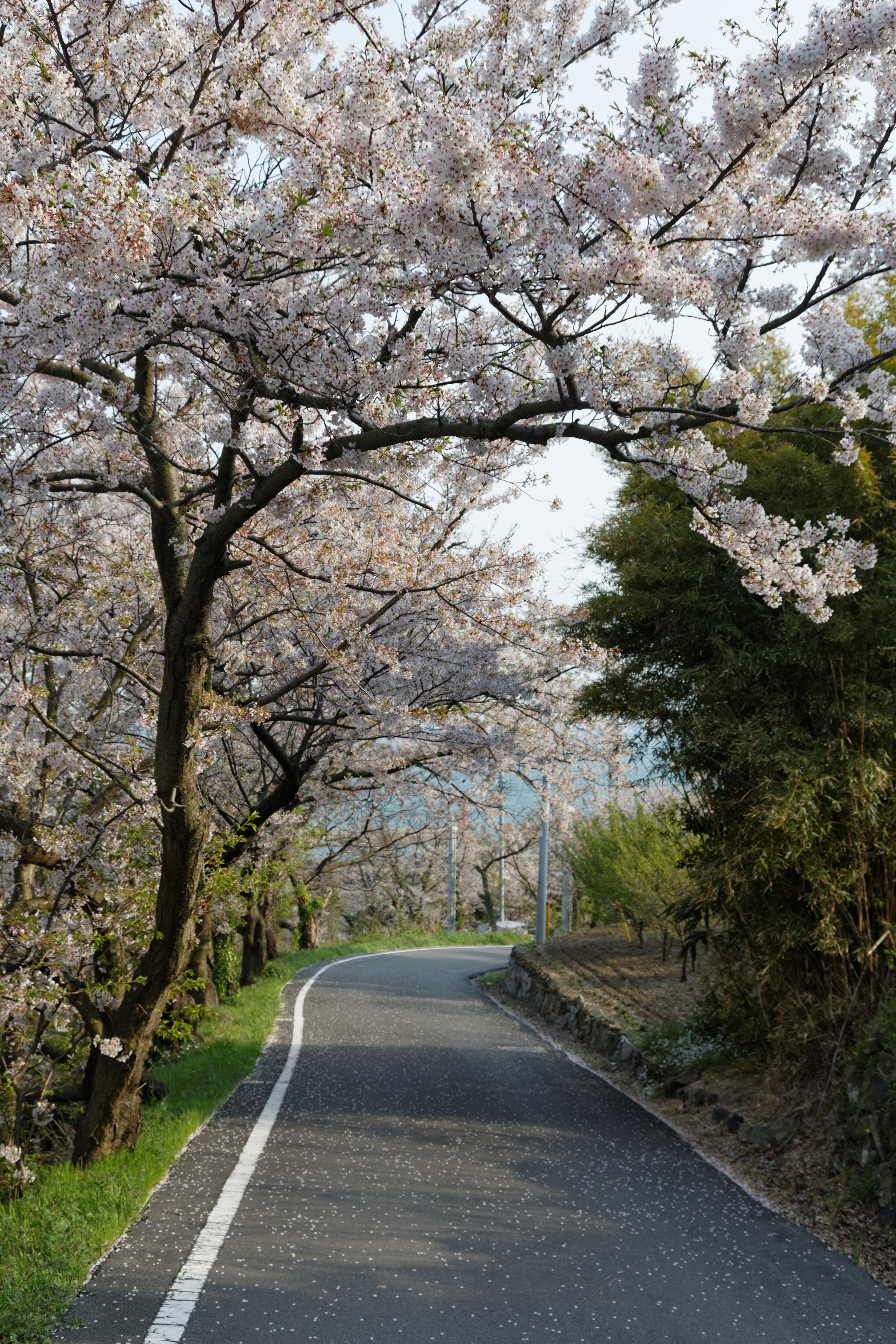
Caratteristico paesaggio dell'isola, nella quale sono visibili numerosi ciliegi in fiore.

L'isola si trova nella prefettura di Kagawa, a nord della città di Takamatsu e nei pressi dell'isola di Ogijima. Megijima è particolarmente visitata in primavera, a causa della contemporanea fioritura degli oltre duemila alberi di ciliegio presenti sull'isola; in estate l'economia dell'isola si fonda invece prevalentemente sul turismo balneare, essendo le spiagge del luogo assai rinomate.
L'isola è stata associata alla mitica Onigashima, la cosiddetta "isola degli orchi" che Momotarō avrebbe visitato nel corso delle sue avventure. La popolazione del luogo è di circa duecento persone.